# Aszgat járás (Dzavhan)
Aszgat járás (mongol nyelven: Асгат сум) Mongólia Dzavhan tartományának egyik járása. Területe 600 km². Népessége kb. 1125 fő.
Székhelye Aszgat (Асгат), mely 215 km-re északra fekszik Uliasztaj tartományi székhelytől.